# Callotroxis edwardsi
Callotroxis edwardsi là một loài ruồi trong họ Tachinidae.